# Финал Кубка Украины по футболу 1993
Финал кубка Украины по футболу 1993 — финальный матч второго розыгрыша Кубка Украины по футболу, который состоялся 30 мая 1993 года на Республиканском стадионе в Киеве. В матче встретились киевское «Динамо» и львовские «Карпаты». Победу одержало «Динамо» со счётом 2:1, благодаря голам Виктора Леоненко и, бывшего футболиста «Карпат», Дмитрия Топчиева. За львовскую команду, с пенальти, отличился Игорь Плотко. За весь матч была показана одна жёлтая карточка: Юрию Мокрицкому («Карпаты») на 56-й минуте
Один из немногих финалов кубка Украины, участие в котором принимали исключительно украинские футболисты.

## Путь к финалу
Оба клуба начали выступления с 1/16 финала, как участники высшей лиги чемпионата Украины.
| Динамо        | Динамо         | Раунд       | Карпаты       | Карпаты        |
| ------------- | -------------- | ----------- | ------------- | -------------- |
| Соперник      | Результат      |             | Соперник      | Результат      |
| «Сокол-ЛОРТА» | 0-7 (в гостях) | 1/16 финала | «Эвис»        | 1-0 (в гостях) |
| «Сокол-ЛОРТА» | 3-0 (дома)     | 1/16 финала | «Эвис»        | 3-0 (дома)     |
| «Прикарпатье» | 0-2 (в гостях) | 1/8 финала  | СК «Одесса»   | 0-0 (в гостях) |
| «Прикарпатье» | 4-1 (дома)     | 1/8 финала  | СК «Одесса»   | 3-2 (дома)     |
| «Волынь»      | 5-1 (дома)     | 1/4 финала  | «Металлург» З | 0-1 (в гостях) |
| «Волынь»      | 2-2 (в гостях) | 1/4 финала  | «Металлург» З | 2-1 (дома)     |
| «Металлист»   | 1-1 (в гостях) | Полуфинал   | «Торпедо» З   | 0-1 (в гостях) |
| «Металлист»   | 3-0 (дома)     | Полуфинал   | «Торпедо» З   | 2-1 (дома)     |

## Отчёт о матче
| «Динамо»                   | 2 – 1    | «Карпаты»         |
| -------------------------- | -------- | ----------------- |
| Леоненко 23′ · Топчиев 64′ | Протокол | 89′ (пен.) Плотко |

| «Динамо» · Киев | «Карпаты» · Львов |

| Динамо:        |    |                      |     |
|                |    |                      |     |
| ВР             | 1  | Игорь Кутепов        |     |
| ПЗ             | 2  | Олег Лужный          |     |
| ЗЩ             | 3  | Виталий Пономаренко  |     |
| ЗЩ             | 4  | Вячеслав Хруслов     | 85' |
| ЗЩ             | 5  | Сергей Шматоваленко  |     |
| ПЗ             | 6  | Сергей Ребров        | 40' |
| ЗЩ             | 7  | Андрей Анненков      |     |
| ЗЩ             | 8  | Юрий Грицина         | 64' |
| ПЗ             | 9  | Дмитрий Топчиев      | 64′ |
| НП             | 10 | Виктор Леоненко      | 23′ |
| НП             | 11 | Анатолий Бессмертный |     |
| Замены:        |    |                      |     |
| ЗЩ             | 12 | Владимир Шаран       | 85' |
| ПЗ             | 13 | Сергей Ковалец       | 40' |
| НП             | 14 | Павел Шкапенко       | 64' |
| Тренер:        |    |                      |     |
| Михаил Фоменко |    |                      |     |

| Карпаты:       |    |                     |     |
|                |    |                     |     |
| ВР             | 1  | Богдан Стронцицкий  |     |
| ЗЩ             | 2  | Сергей Романишин    |     |
| ПЗ             | 3  | Александр Чижевский |     |
| ПЗ             | 4  | Андрей Гусин        |     |
| ПЗ             | 5  | Юрий Мокрицкий      | 56' |
| НП             | 6  | Анатолий Петрик     |     |
| ЗЩ             | 7  | Василий Кардаш      |     |
| ЗЩ             | 8  | Василий Леськив     |     |
| ПЗ             | 9  | Юрий Шулятицкий     | 46' |
| НП             | 10 | Игорь Плотко        | 89′ |
| ЗЩ             | 11 | Михаил Стельмах     | 77' |
| Замены:        |    |                     |     |
| ЗЩ             | 12 | Николай Калищук     | 46' |
| НП             | 13 | Дмитрий Мазур       | 77' |
| Тренер:        |    |                     |     |
| Мирон Маркевич |    |                     |     |

| Судейская бригада - Ассистенты: - Виктор Головко (Днепропетровск) - Степан Сельменский (Ужгород) - Четвёртый: Игорь Ярменчук (Киев) - Инспектор ФФУ: Борис Шмигельский (Киев) | Регламент матча - 90 минут основного времени - 30 минут дополнительного времени, если по истечении основного времени счёт равный - Пенальти, если по истечении основного и дополнительного времени счёт равный - Семь игроков на замене. - Максимум 3 замены |

| Обладатель Кубка Украины 1992/93 |
| -------------------------------- |
| «Динамо» (Киев) 1-й титул        |